# Robert Feulgen
Robert Feulgen (Joachim Wilhelm Robert Feulgen), né le 2 septembre 1884 à Essen-Werden et décédé le 24 octobre 1955 à Giessen, est un médecin, chimiste et professeur d'université allemand. Il est connu pour avoir mis au point en 1924 la coloration histologique qui porte son nom : la coloration de Feulgen

## Biographie
Fils d'un industriel, il fréquenta le lycée à Essen et Soest et passa son Abitur en 1905. Puis, il étudia à Fribourg-en-Brisgau et la médecine à l'université de Kiel et passa en 1910 son examen d'État. Il réalisa son travail pratique à Kiel. Il reçut son habilitation en 1939 à l'université de Giessen. Ensuite, il travailla à partir de 1923 en tant que professeur et développa entre autres la réaction de coloration de l'ADN qui porte son nom.

## Hommage
À Essen-Werden, une rue est baptisée Robert-Feulgen-Straße en son honneur.